# Ludwig Ernst von Pöllnitz
Ludwig Ernst von Pöllnitz (* 29. August 1641 in Mosen; † 14. April 1695 in Dresden) war ein kursächsischer Politiker, sowie Erbherr auf Röpsen und Benndorf, zudem war er Dompropst in Naumburg und altenburgischer Landes-Direktor.

## Leben
Ludwig Ernst stammt aus dem vogtländischen Geschlecht der von Pöllnitz. Sein Vater war Hans Ludwig von Pöllnitz (* 26. Oktober 1612; † 9. Oktober 1679) und seine Mutter Agnesa Magdalena von Teutleben (* 12. Mai 1617; † 12. November 1694).
Er war Kanzler und Geheimer Rat am Hof in Dresden und Dompropst des Stifts Naumburg. Das Rittergut Silbitz veräußerte er 1678. Nach seinem Tod wurde er nach Naumburg überführt, wo er am 28. April 1695 begraben wurde. Aus diesem Grund erschienen mehrere Leichenpredigten in Druck.

## Familie
Er war seit dem 29. August 1672 verheiratet mit Clara Sophie von Bose (* 18. Oktober 1655; † 27. September 1724) Tochter des kursächsischen Obristen und Oberamtmann zu Zwickau und Werda Karl von Bose und Sophia Stiebar von Buttenheim. Das Paar hatte folgende Kinder:
- Moritz Wilhelm (* 24. April 1676; † 1725) ⚭ Freiin Maria Margaretha von Schröter
- Erdmutha Sophia (* 10. September 1677) ⚭ 6. Februar 1693 Christian Friedrich von Brand Hofrat in Altenburg
- Friedrich Carl (* 4. Mai 1682; † 14. Februar 1760) ⚭ Johanna Carolina Eleonora von Ponickau (* 12. März 1709; † 9. Juni 1772)
- Johanna Louise (* 3. Mai 1684)
- Rachel Philippina (* 8. August 1686; † 26. April 1708) ⚭ 1703 Christian aus dem Winckel
- Eleonora Augusta (* 29. Januar 1691) ⚭ Generalmajor Julius Friedrich von Weissbach (* 6. August 1682; † 1744)
- Magdalena Elisabeth (* 30. Mai 1688; † 24. Februar 1733) ⚭ Caspar von Schönberg auf Biberstein (* 7. Dezember 1679; † 14. Februar 1733) (Sohn von Gotthelf Friedrich von Schönberg)
- Johann Ernst (* 15. August 1692) Herr von Marusch Ludasch in Siebenbürgen[2] ⚭ 1725 N, Gräfin Pexerin verwitwete Bethlen (Tochter des General Pexerin)